# Graziano Salvadori
Graziano Salvadori (Fucecchio, 23 settembre 1964) è un comico, cabarettista e regista italiano.

## Biografia
Si diploma ragioniere e per qualche anno lavora come impiegato, quando nei primi anni Ottanta inizia ad esibirsi nel cabaret nelle piazze toscane e nelle radio (in particolare sulla toscana Radio Quattro di Maurizio Bolognesi).
Le sue apparizioni televisive iniziano dal 1989 in Vernice fresca trasmissione toscana di successo in onda su Cinquestelle, condotta da Carlo Conti, tale programma ha costituito il trampolino di lancio anche per altri famosi comici toscani del calibro di Leonardo Pieraccioni e Giorgio Panariello; inizia la collaborazione con Niki Giustini con il quale forma un'affiatata coppia comica.
Nel 1990 partecipa alla trasmissione televisiva di Rai 2 Stasera mi butto, condotta da Gigi Sabani, dove giunge in finale e successivamente è in Ricomincio da due di Raffaella Carrà. Nel 1992 fa parte del gruppo di comici del programma di Italia 1 Yogurt - Fermenti attivi.
Nel 1995, ancora in coppia con Niki Giustini, si esibisce in Aria fresca, condotta da Carlo Conti su Telemontecarlo.
Sempre con Giustini nel 1996 è nel cast di Domenica In, condotto da Mara Venier; la conduttrice veneziana porterà con sé i due comici anche nel suo passaggio a Canale 5 in occasione del programma mattutino Ciao Mara.Nel 1998 lo vediamo nella trasmissione estiva di Raiuno Cocco di mamma, condotto ancora da Carlo Conti.
Nel 2002 fa alcune apparizioni a Quelli che il calcio.
Negli anni Duemila lavora anche come attore teatrale negli spettacoli Siamo amici uno o due? e Indovina da chi andiamo a cena? (con Katia Beni.)
Ha lavorato anche al cinema, partecipando a film diretti da Alessandro Benvenuti, Carlo Vanzina e Alessandro Paci.
Nel 2010 torna a lavorare su Raiuno, all'interno del cast della trasmissione Voglia d'aria fresca.
Nel 2013 dirige il suo primo film Sarebbe stato facile.
Attualmente continua ad esibirsi nelle piazze italiane, dove porta in scena ancora i suoi storici personaggi Achille e Marusca. Ha proseguito la collaborazione artistica con Niki Giustini fino alla scomparsa di costui a inizio 2017.
Nel 2022 ha preso parte allo show internazionale di magia ABRACADABRA - LA NOTTE DEI MIRACOLI con il suo personaggio OGAM

## Filmografia

### Cinema
Regista
- Sarebbe stato facile  (2013)

Attore
- Zitti e mosca, regia di Alessandro Benvenuti (1991)
- A spasso nel tempo, regia di Carlo Vanzina (1996)
- La vita è un gioco, regia di Fabio Campus (2000)
- Hotel Otello, regia di Andrea Biagini e Leonardo Scucchi (2000)
- Andata e ritorno, regia di Alessandro Paci (2003)
- Gli abiti nuovi del granduca, regia di Alessandro Paci (2005)
- 10 ragazze, regia di Tessa Bernardi (2011)
- Sarebbe stato facile, regia di Graziano Salvatori (2013)
- Ridere fino a volare, regia di Adamo Antonacci (2012)
- Uscio e bottega, regia di Marco Daffra (2013)
- Storia di un inganno, regia di Massimo Di Stefano e Alessandro Ingra (2014)
- La pazza gioia, regia di Paolo Virzì (2016)
- Smile Factor, regia di Igor Biddau (2017)
- Non ci resta che ridere, regia di Alessandro Paci (2019)
- Dovevamo uscire a Prato Nord, regia di Yuri Bellini (2020)
- Uno strano weekend al mare, regia di Alessandro Ingrà (2022)

## Serie TV
- I delitti del BarLume (episodio 4X1)